# Alexei Walerjewitsch Proschin
Alexei Walerjewitsch Proschin (russisch Алексей Валерьевич Прошин; * 25. September 1974 in Krasnojarsk) ist ein russischer Eisschnellläufer.
Alexei Proschin debütierte im Januar 1999 bei einem Weltcup in Innsbruck auf internationaler Ebene. Der russische Vizemeister im Sprintvierkampf des Jahres 2005 erreichte beim Weltcupfinale der Saison 2005/06 in Heerenveen im März 2006 mit einem vierten Platz über 1000 Meter seine bislang beste Platzierung im Weltcup. Bei den Olympischen Winterspielen 2006 in Turin trat der Sprintspezialist über 500 (24.) und 1000 Meter (15.) an.

## Eisschnelllauf-Weltcup-Platzierungen
| Platzierung | 100 m | 500 m | 1000 m | 1500 m | 3000 m | 5000 m | 10000 m | Team |
| ----------- | ----- | ----- | ------ | ------ | ------ | ------ | ------- | ---- |
| 1. Platz    |       |       |        |        |        |        |         |      |
| 2. Platz    |       |       |        |        |        |        |         |      |
| 3. Platz    |       |       |        |        |        |        |         |      |
| Top 10      |       |       | 2      |        |        |        |         |      |

(Stand: 9. Dezember 2006)